# 中介蝮
中介蝮（学名：Gloydius intermedius）为蝰科亚洲蝮属的爬行动物，俗名大花蛇、黑眉蝮、狗屎堆、土狗子、七寸子、七寸蛇、麻七寸。分布于亚洲中部俄罗斯、朝鲜半岛、蒙古以及中国大陆的山西、内蒙古、陕西、甘肃、青海、宁夏、新疆、辽宁、吉林、江苏、山东等地，多生活于北疆，多栖息于海拔900-1650米低山石隙或灌丛、石山山麓向阳的斜面、林地边缘、溪流沿岸以及漂浮来的被风刮倒的树木与枝条间。其生存的海拔上限为4000米。该物种的模式产地在俄罗斯西伯利亚东部。

## 亚种
- 高原蝮雪山亚种（学名：Gloydius strauchii monticola），Werner于1922年命名，俗名雪山蝮。在中国大陆，分布于横断山脉中段以南、云南等地。该物种的模式产地在云南玉龙雪山。[4]

## 保护
本种于2023年被收录入《有重要生态、科学、社会价值的陆生野生动物名录》。